# De jure
De jure (em latim clássico, de iure) é uma expressão latina que significa "pela lei", "pelo direito", em contraste com de facto, que significa algo que é praticado e assim tornado factual.
Por exemplo, se um país é independente de jure, podemos dizer que é independente teoricamente ou independente em princípio (como San Marino e Mônaco, que, segundo um acordo, em caso de invasão por parte de outro país, dependem militarmente das forças armadas da Itália e das forças armadas da França, respectivamente). Esta expressão também diz respeito a leis que existem, mas não são respeitadas na prática, ou seja, não são aplicadas nas situações reais.